# Пернис, Людвиг Вильгельм Антон
Людвиг Вильгельм Антон Пернис (11 июня 1799, Галле — 16 июля 1861, там же) — германский юрист, учёный-правовед, преподаватель, чиновник, научный писатель.

## Биография
Образование получил в Педагогиуме в родном городе, в 1817 году поступил в Университет Галле. Затем перешёл в Берлинский и впоследствии в Гёттингенский университет. Изучал философию и право, получил степень магистра искусств и диплом доктора права. В 1821 году габилитировался в Университете Галле, с 1822 года был там экстраординарным профессором права и входил в совет университета, а в 1825 года был ординарным профессором юридического факультета. С 1833 года был вице-ординатом школы права и в 1838 году получил ранг тайного советника юстиции. В 1844 году был освобождён от должности профессора с назначением тайным куратором университетского совета и специального правительственного уполномоченного при нём, в 1845 году стал также директором юридической комиссии.
В 1848 году, когда институт кураторства был ликвидирован, Пернис, из-за своей дворянско-абсолютистской позиции уже имел конфликт с университетскими преподавателями, вернулся к работе профессора права. Начиная с 1852 года был депутатом верхней палаты прусского парламента и в 1854 году стал королевским советником юстиции. Принимал участие в организационной работе университета Галле и в 1832/34, 1839/40, 1843/44 учебных годах избирался его проректором. Похоронен был в родном городе.
Главный его труд, «Marcus Antistius Labeo das römische Privatrecht im ersten Jahrh der Kaiserzeit» (Галле, 1873—1893), — высоко оценённое в своё время сочинение, в котором им была сделана попытка осветить состояние всей римской юриспруденции первого столетия империи в связи с изучением трудов Лабеона. В нём им была дана капитальная разработка важнейших принципов римского юридического творчества (вина, добрая совесть, справедливость и другие), истории и теории юридических сделок и целого ряда других вопросов римского права. После «Geist»’а Иеринга это был в то время единственный в германской литературе труд, охватывающий с надлежащей полнотой историю римского права и утилизирующий её в догматических целях, хотя и оценивавшийся тогда ниже по широте философской мысли и определённости выводов. Написал также «Zur Lehre von den Sachbeschädigungen nach römisch. Recht» (Бердин, 1867) и ряд журнальных статей.